# Wilfredo Gómez
Wilfredo Gómez soprannominato "Bazooka" (San Juan, 29 ottobre 1956) è un ex pugile portoricano, Campione del mondo dei pesi supergallo dal 1977 al 1983, dei pesi piuma nel 1984 e dei pesi leggeri junior dal 1985 al 1986.

## Carriera da dilettante
Rappresentò Porto Rico alle Olimpiadi di Monaco 1972, nei pesi mosca,  perdendo al primo turno ai punti con l'egiziano Mohamed Selim Soheim (4:1). Vinse i Campionati mondiali di pugilato dilettanti 1974 tra i pesi gallo battendo in finale il pugile di casa Luis Jorge Romero.

## Carriera da professionista
Divenne professionista nello stesso anno sotto l'etichetta di Don King. Nel 1976 batté per knock-out tecnico al nono round il futuro campione mondiale dei pesi gallo Alberto Dávila. 
Conquistò il titolo mondiale WBC dei pesi supergallo al 17º combattimento, il 21 maggio 1977, battendo il sudcoreano Yum Dong-kyun per KO al 12º round. Difese vittoriosamente il titolo per ben diciassette volte. Batté campioni quali Royal Kobayashi, Leonardo Cruz, Carlos Zarate e Juan Meza. Tra i suoi match si segnala quello del 1978 con il quale interruppe la striscia di imbattibilità iniziale del campione del mondo dei pesi gallo Carlos Zárate, pugile dell'anno 1977, secondo la rivista Ring Magazine. Il 3 dicembre 1982 batté per KO al 14º round Lupe Pintor, in un match inserito al 41º posto nella lista compilata da Ring Magazine dei 100 più grandi combattimenti di tutti i tempi, con titolo in palio. Il terzo round di questo match è stato definito "round dell'anno" 1982 dalla stessa rivista. Dopo questo match lasciò volontariamente la cintura mondiale. 
Il 21 agosto 1981 Gómez aveva tentato una prima volta la scalata al titolo mondiale dei pesi piuma ma era stato battuto per KOT da Salvador Sánchez, subendo la sua prima sconfitta. Riuscì nel suo intento il 31 marzo 1984, battendo ai punti con verdetto unanime in dodici round il portoricano Juan Laporte. Perse il mondiale WBC dei piuma l'8 dicembre del 1984 a San Juan di Portorico, battuto da Azumah Nelson per KO all'11º round. 
Il 19 maggio 1985 entrò nel ristretto club di pugili ad aver conquistato la cintura mondiale in tre differenti categorie. Conquistò infatti il titolo mondiale WBA dei pesi superpiuma battendo a San Juan lo statunitense Rocky Lockridge anche se con verdetto contrastato ai punti. Lo perse l'anno successivo alla prima ripresa dai pugni del panamense Alfredo Layne per Kot al nono round e si ritirò una prima volta dal pugilato. 
Risalì sul ring due anni dopo per combattere vittoriosamente ancora due volte negli Stati Uniti, poi abbandonò definitivamente la boxe. In quindici anni di carriera professionistica ha conosciuto soltanto tre volte l'onta della sconfitta.
La International Boxing Hall of Fame lo ha riconosciuto fra i più grandi pugili di ogni tempo. Nel 1994 la rivista Ring Magazine lo ha considerato il miglior peso supergallo della storia del pugilato. La medesima rivista lo ha classificato al 13º posto in un elenco dei primi 100 picchiatori di ogni epoca e, nel 2002, al 54º posto in una propria classifica degli 80 migliori pugili degli ultimi 80 anni.